# 2720 Pyotr Pervyj
2720 Pyotr Pervyj eller 1972 RV3 är en asteroid i huvudbältet som upptäcktes den 6 september 1972 av den sovjetisk-ryska astronomen Ljudmila Zjuravljova vid Krims astrofysiska observatorium på Krim. Den har fått sitt namn efter den ryske tsaren Peter den store.
Asteroiden har en diameter på ungefär 8 kilometer.